# Agencja Prasowa Republiki Słowackiej
Agencja Prasowa Republiki Słowackiej (słow. Tlačová agentúra Slovenskej republiky, TASR) – agencja informacyjna funkcjonująca na Słowacji. Od 20 listopada 1992 nosi obecną nazwę.